# Нанианский кодекс
Нанианский кодекс (лат. Codex Nanianus; условное обозначение: U или 030) — унциальный манускрипт IX века на греческом языке, содержащий полный текст четырёх Евангелий, на 291 пергаментных листах (22,5 x 16,7 см). Рукопись получила название по имени бывшего владельца Анния из Витербо (1432-1502).

## Особенности рукописи
Текст на листе расположен в двух колонках и 21 линии в колонке.
Текст рукописи отражает византийский тип текста. Рукопись отнесена к V категории Аланда. 
В настоящее время рукопись хранится в Венецианской библиотеке св. Марка, 1397 (I,8).